# Flervalsfrågor

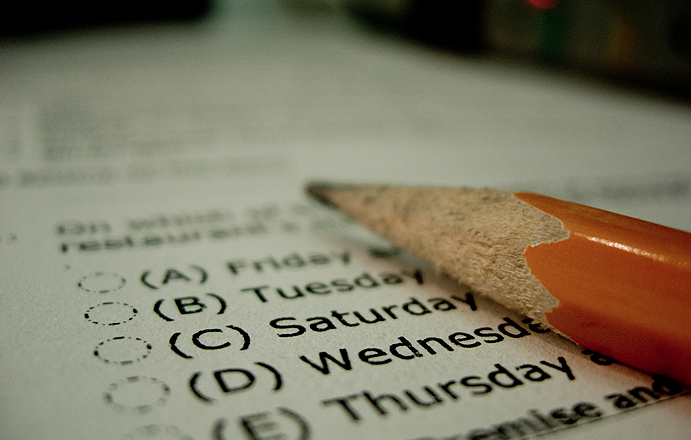
Flervalsfrågor.

Flervalsfrågor – på engelska kallade Multiple Choice Questions eller MCQ – är så kallade stängda frågor, där den som svarar får välja bland ett antal givna svarsalternativ – vanligen 4–5 alternativ – istället för att själv formulera ett svar. En vanlig form är textbaserade frågor och svar, som i det svenska högskoleprovet, men valet kan också gå ut på att provtagaren får sammankoppla bilder eller objekt på olika sätt.
Dylika frågor nyttjas till exempel i utbildningars skriftliga prov, för val (för att välja emellan flera kandidater, partier eller principer), i marknadsundersökningar och inom många andra områden.

## Historia
Frederick J. Kelly anses ha danat flervalsfrågeställningen 1914 vid Kansas universitet. En av de första användningsområdena för flervalsfrågor var inom militären för att bedöma rekryternas duglighet under första världskriget. De som konstruerar frågorna är ofta utbildade i  Benjamin Blooms taxonomi.

## Fördelar
Det finns flera fördelar med att använda tekniken med flervalsfrågor. Om frågorna är väl konstruerade kan det vara en mycket effektiv frågeställningsform . Prov baserade på flervalsfrågor är också förhållandevis lätta att rätta, såväl manuellt som maskinellt, och används därför ofta i storskaliga test.

## Nackdelar
En vanlig invändning mot flervalsfrågor är möjligheten att få rätt svar genom att gissa; därför krävs som regel många uppgifter för att göra provet rättvisande. En annan nackdel kan vara otydlighet; om provtagaren inte tolkar informationen som frågeställaren har avsett, ökar risken för att svara fel, även om svaret skulle kunna vara rimligt i ljuset av tolkningen.
Dessutom gör det stängda formatet uppgiftskonstruktionen svårare och mer krävande .